# Ајрес Али
Ајрес Бонифасио Баптиста Али (порт. Aires Bonifácio Baptista Ali; Унанго, 6. децембар 1955) мозамбички је политичар и дипломата који је обављао функцију петог по реду премијера Мозамбика (16. јануар 2010 − 8. октобар 2012). Члан је владајуће политичке партије ФРЕЛИМО. Од 2016.  године обавља функцију амбасадора Мозамбика у Кини. По образовању је учитељ.
У периоду 1995−2000. обављао је функцију гувернера покрајине Нијаса, а затим и покрајине Нампула до 2004. године. У фебруару 2005. године постављен је на место Министра образовања и културе у Влади Лујзе Диого, и на тој функцији је остао све до јануара 2010. године.